# Somalibuthus sabae
Espèce
Somalibuthus sabae est une espèce de scorpions de la famille des Buthidae.

## Distribution
Cette espèce est endémique du comté de Lamu au Kenya. Elle se rencontre sur Kiwayu.

## Description
Le mâle holotype mesure 31,97 mm et la femelle paratype 38,68 mm.

## Étymologie
Cette espèce est nommée en l'honneur de Saba Douglas-Hamilton.

## Publication originale
- Kovarik & Njoroge, 2021 : « Somalibuthus sabae sp. n., a new buthid scorpion from Kenya (Scorpiones: Buthidae). » Euscorpius, no 332, p. 1-19 (texte intégral).